# Липецкий радиаторный завод
Ли́пецкий радиа́торный заво́д — крупное предприятие Липецка, закрытое в 1983 году. Находился между нынешними улицами Октябрьской, Скороходова и Калинина на берегу водоотводного канала Липовки.
На этом месте в первые годы советской власти находился кожевенный завод. В 1929 году, после того как кожевенный ликвидировали, здесь построили новое предприятие — Ли́пецкий госуда́рственный чугунолите́йный и механи́ческий заво́д, которое занималось выпуском чугунных отопительных радиаторов. В 1931 году его переименовали в Ли́пецкий радиа́торный заво́д.
Вокруг завода стал образовываться район, где жили рабочие. Здесь появились также Радиаторная улица и Радиаторный переулок.
В 1983 году завод ликвидировали. Причина, скорее всего, — вредность предприятия.
В 1985 году завод переименовывается в "Огрсантехпром"
В 2014 завод полностью ликвидировали, склады (где сейчас ныне Скороходова 11)